# Cixius hyalina
Cixius hyalina är en insektsart som först beskrevs av Palisot de Beauvois 1805.  Cixius hyalina ingår i släktet Cixius och familjen kilstritar. Inga underarter finns listade i Catalogue of Life.